# Dennis Kempe
Pour les articles homonymes, voir Kempe.
Dennis Kempe est un footballeur allemand, né le 24 juin 1986 à Wesel, évoluant au poste de défenseur au Wehen Wiesbaden.

## Biographie

### En club
Il participe aux tours préliminaires de la Ligue Europa avec le club du FC Vaduz.
Il joue plus de 100 matchs en deuxième division allemande.

### En équipe nationale
Avec les moins de 19 ans, il participe au championnat d'Europe des moins de 19 ans en 2005. Lors de cette compétition, il joue quatre matchs. L'Allemagne s'incline en demi-finale face à l'équipe de France.

## Palmarès
- Champion de 3. Liga en 2013 avec le Karlsruher SC